# Poolse Veldtocht
De Poolse Veldtocht was de invasie van Polen door nazi-Duitsland. De inval wordt gezien als het begin van de Tweede Wereldoorlog.
De invasie begon op 1 september 1939 met de Slag om Westerplatte. De Duitsers veroverden binnen vier weken het westelijk deel van Polen met een nieuwe tactiek, de blitzkrieg oftewel "bliksemoorlog".
Op 17 september 1939 viel de Sovjet-Unie Oost-Polen binnen, als onderdeel van het Molotov-Ribbentroppact. Het land werd daarop verdeeld tussen de twee overwinnaars.

## Voorgeschiedenis

### Versailles
In 1919 was te Versailles een deel van Duitsland aan Polen toegewezen. Polen kreeg via de Corridor een toegang tot de zee bij de havenstad Gdynia. Ingeklemd tussen deze Corridor en de Duitse exclave Oost-Pruisen lag de stad Danzig (het huidige Gdańsk), die als vrije stad Danzig tot onafhankelijke stadstaat was uitgeroepen. Deze stond wel onder toezicht van de Volkenbond en de stad had geen echte leider. Veel Duitsers leefden in het gebied dat was afgestaan aan Polen, zoals een stuk van Oost-Pruisen en de stad Danzig. Ondanks alle ontevredenheid brak er geen oorlog uit tussen Duitsland en Polen, terwijl dat wel gebeurde tussen Polen en de Sovjet-Unie. In deze Pools-Russische Oorlog bezette Polen grote delen van Wit-Rusland en Oekraïne waaronder Kiev. Hierna werden ze teruggedreven tot Warschau, maar wisten het initiatief te herwinnen en opnieuw ver naar het oosten op te rukken. Hierdoor was de Poolse onderhandelingspositie gunstig en konden de Polen bij de uiteindelijke vrede met de Sovjet-Unie een oostwaartse gebiedsuitbreiding afdwingen. De gebiedsafstanden door Duitsland en de Sovjet-Unie zetten kwaad bloed bij beide landen. Ze waren kwaad op Polen en wachtten op een kans op wraak. De Duitsers die in Pools gebied en Danzig kwamen te wonen (Volksduitsers) waren ontevreden en voelden zich achtergesteld. Al vrij vroeg kwamen ze, evenals de bewoners van het nog wel Duitse Oost-Pruisen, onder invloed van het nationaalsocialisme en werden lokale afdelingen van de NSDAP opgericht.

### Houding van Hitler tegenover Polen
Toen Adolf Hitler aan de macht kwam, hield hij zich eerst bezig met de binnenlandse politiek, om alle antinazi-elementen uit de samenleving te verwijderen. Duitsland was geïsoleerd en kon het zich niet permitteren om aan beide zijden vijandige buren te hebben. De Duitse buitenlandse politiek hield zich dan ook deze eerste jaren met succes bezig met het doorbreken van het diplomatieke isolement van Duitsland. In 1934 sloot Hitler zelfs een non-agressiepact met Polen om de oostgrens veilig te houden. Hierdoor kon hij ongestoord zijn gang gaan in Duitsland. Na de herbewapening en de Anschluss van Oostenrijk werd de druk geleidelijk opgevoerd. Voordat Sudetenland was toegewezen aan Duitsland, bestond de kans dat dit ook met Polen gebeurde. Aanvankelijk was het de bedoeling dat Polen in een ondergeschikte positie zou worden gemanoeuvreerd zoals ook andere staten in Zuidoost- en Oost-Europa. Het land had in 1939 nog deelgenomen aan de vernietiging van Tsjecho-Slowakije in samenwerking met Duitsland en Hongarije.
Na de aaneensluiting van Tsjechië en de verandering van dit gebied in het Protectoraat Bohemen en Moravië, werd de aandacht gevestigd op Polen. Begin 1939 zegde Duitsland het non-agressiepact op: het paste niet meer in de 'gewijzigde omstandigheden'. Vanaf maart 1939, toen het land een aanbod van Hitler voor veel nauwere samenwerking onder Duitse leiding afwees, voerde Duitsland de druk op Polen steeds verder op. De eisen werden steeds zwaarder: eerst eiste men de aanleg van een snel- en spoorweg op Poolse kosten door de Corridor, later eiste men het hele gebied inclusief Danzig op. Polen wilde het gebied dat tot 1919 van Duitsland was geweest echter niet aan Duitsland teruggeven. Polen werd hierin door Brits-Franse garanties gesteund en gaf niet toe. Bovendien had Polen, op dat moment geregeerd door een militaire dictatuur, op papier een van de sterkste legers van Europa.

### Molotov-Ribbentroppact
Hitler wilde Polen gebruiken als een gebied voor zijn Lebensraum-ideeën en vreesde dat Polen een pact zou sluiten met Rusland en Duitsland zou aanvallen. Daarom sloot Hitler in augustus 1939 het Molotov-Ribbentroppact tussen Duitsland en de Sovjet-Unie, en werd alles in gereedheid gebracht voor een aanval op Polen. Geheim onderdeel van het pact was de opdeling van Polen tussen Duitsland en de Sovjet-Unie; ook werden de verschillende invloedssferen in Europa bepaald: Polen zou verdeeld worden, Finland evenals de Baltische staten zouden naar de Sovjet-Unie gaan.

## Het Gleiwitzincident

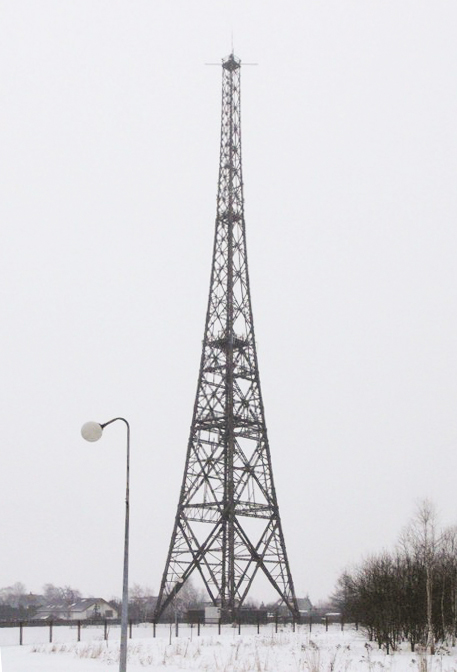
De Gleiwitzzender waar het incident plaatsvond

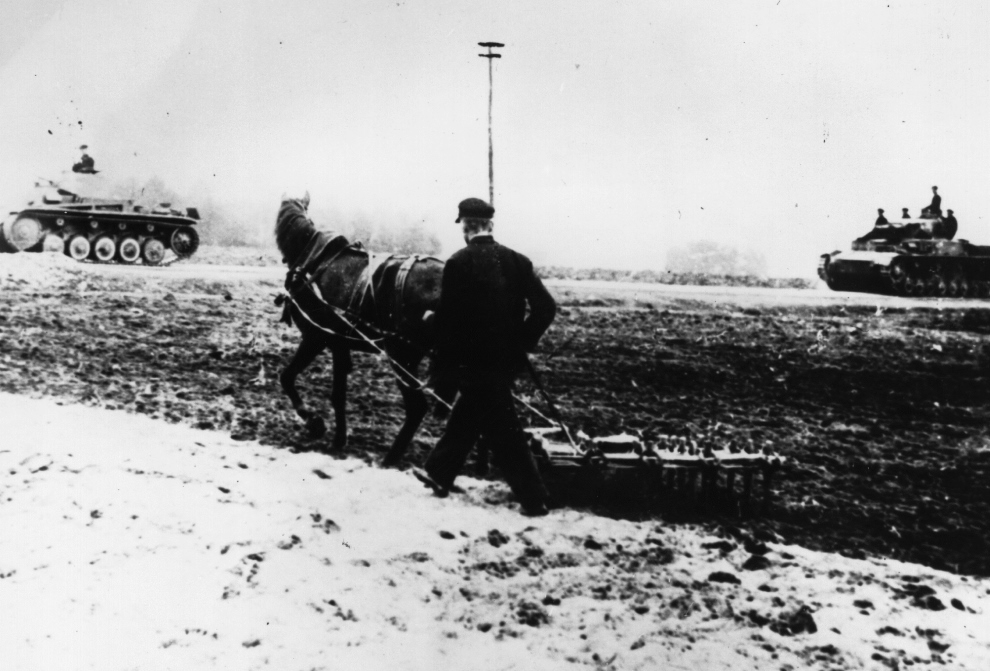
Een Poolse boer en twee Duitse tanks in september 1939.

In de nacht van 31 augustus op 1 september vond het laatste van de 21 valse incidenten plaats in de grensstreek tussen nazi-Duitsland en Polen. Deze incidenten behoorden tot Operatie Himmler. Het doel hiervan was de wereld wijs te maken dat Polen Duitsland had aangevallen. Gesuggereerd werd dat Poolse soldaten enkele grensgebouwen hadden bezet. Na de incidenten werden Amerikaanse journalisten toegelaten om het strijdtoneel te bezichtigen. De dode 'Poolse soldaten' die vielen te zien waren gedode gevangenen van concentratiekampen in Duitsland. Er werd bewust een verkeerd beeld van de incidenten weergeven; het leek net of Polen werkelijk Duitsland was binnengevallen. Na de incidenten verklaarde Hitler Polen de oorlog en zette hiermee Fall Weiss, de invasie van Polen en het begin van de Tweede Wereldoorlog, in gang.

## Het plan

### Operationeel niveau
Op het operationele niveau ging het bij Fall Weiss om een conventionele frontale aanval waarbij infanterie-eenheden en pantserdivisies in samenwerking het Poolse front braken. Dat dit hun gelukte was een gevolg van een falende Poolse voorbereiding. Om Hitler niet te provoceren had men de mobilisatie en het aanleggen van veldversterkingen tot het laatste moment uitgesteld. Daardoor kon geen effectief gebruik worden gemaakt van wat potentieel het sterkste punt van Polen zou zijn geweest: dat het land in tegenstelling tot Duitsland (dat door de beperkingen opgelegd door het Verdrag van Versailles vele jaarcohorten niet had kunnen trainen) een grote geoefende reserve bezat. Dat de Duitsers in de beginfase al pantserdivisies inzetten was in strijd met hun officiële doctrine en noodzakelijk geworden door een tekort aan infanteriedivisies. Duitsland had wel getraind in de Spaanse Burgeroorlog en ook in het geheim op grondgebied van de Sovjet-Unie, zoals overeengekomen in het Molotov-Ribbentroppact.

### Strategie

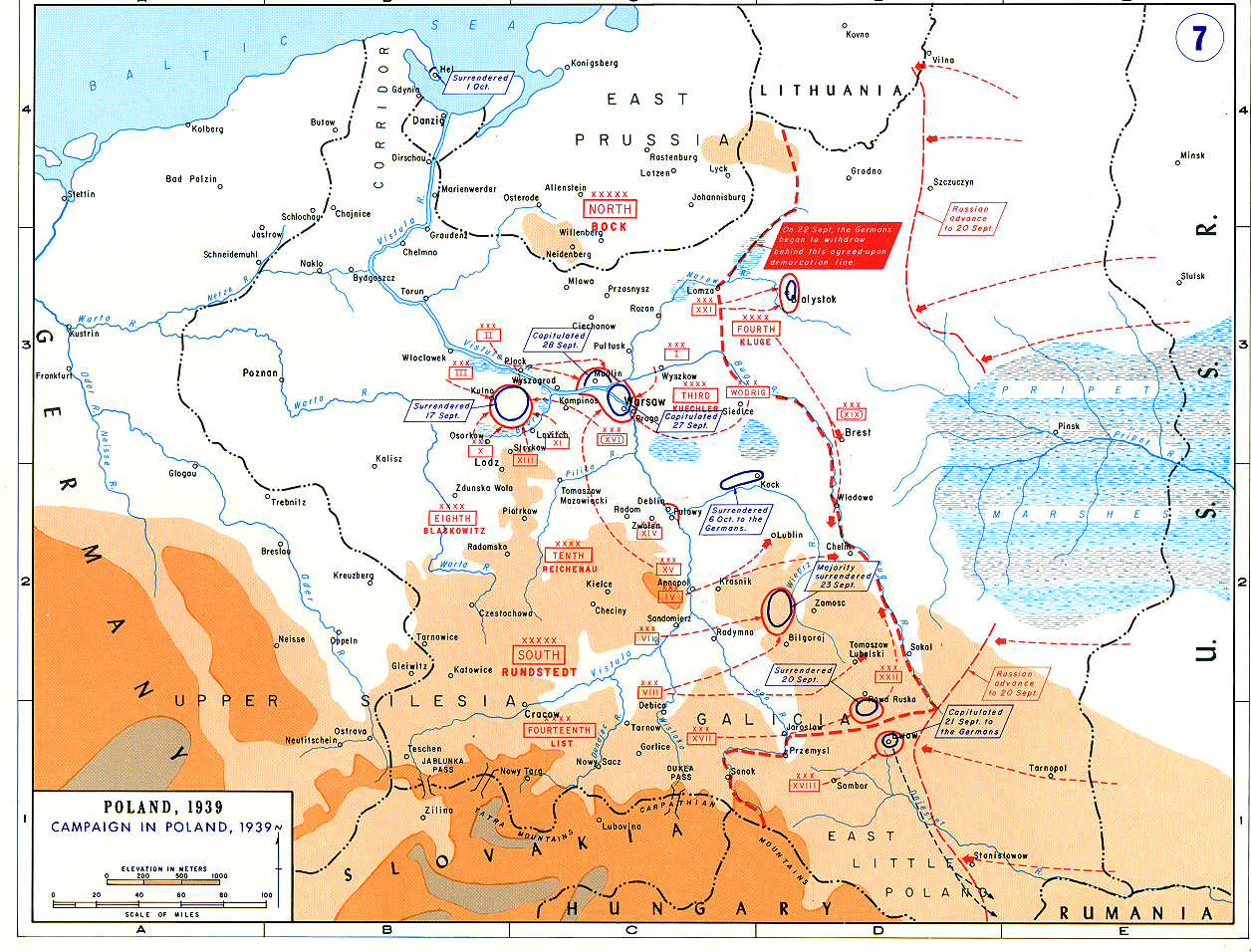
Een kaart van de Poolse Campagne

Op het strategische niveau was de operatie een enorme vernietigingsslag, een Kesselschlacht volgens de klassieke 19e-eeuwse methode van Von Moltke en Von Schlieffen. Het Poolse leger werd verpletterd waarbij Oost-Pruisen als "aambeeld" diende en de Duitse hoofdmacht, in rechte lijn over een breed front uit Silezië oprukkend, als "hamer". Hoewel er weinig verrassends was aan deze manoeuvre, speelden de Polen hem in de kaart door een belangrijk deel van hun troepen in Posen te concentreren om zelf een verrassingsaanval richting Berlijn uit te voeren. Dit plan had alleen kans van slagen als het Duitse offensief zou vastlopen. Toen dit niet gebeurde viel de Poolse aanvalsmacht de linkerflank van de Duitse hoofdmacht aan. Dit vertraagde de Duitse operaties enkele dagen totdat alle krachten waren verbruikt.

### De technologische ontwikkelingen in beide legers
Op technologisch niveau hadden de Duitsers een duidelijke voorsprong: Duitsland kon viermaal zoveel pantservoertuigen en achtmaal zoveel tanks inzetten. Vaak wordt hiervan echter een karikatuur gemaakt waarbij men het beeld schetst van Poolse cavalerie die met getrokken sabel of lansen charges uitvoert tegen tanks. In werkelijkheid was de cavalerie deels gemoderniseerd tot gepantserde cavalerie (dus met tanks), en deels omgezet naar mobiele infanterie, waar het paard als vervoermiddel diende om snel op het slagveld te geraken. Een aantal kleinere Duitse infanterie-eenheden werd echter wel door wanhopige ouderwetse cavaleriecharges half onder de voet gelopen toen sommige Poolse eskadrons liever ten onder gingen in een zelfmoordaanval volgens de oude tradities uitgevoerd, dan zich over te geven. Polen produceerde zelf tanks (de 7TP) en tankettes en had er ook een aantal aangekocht van het Verenigd Koninkrijk en Frankrijk. Bijna alle Duitse tanks waren erg licht, van het type Panzerkampfwagen I of Panzerkampfwagen II en eenvoudig uit te schakelen door Poolse antitankkanonnen.

### Luchtmacht

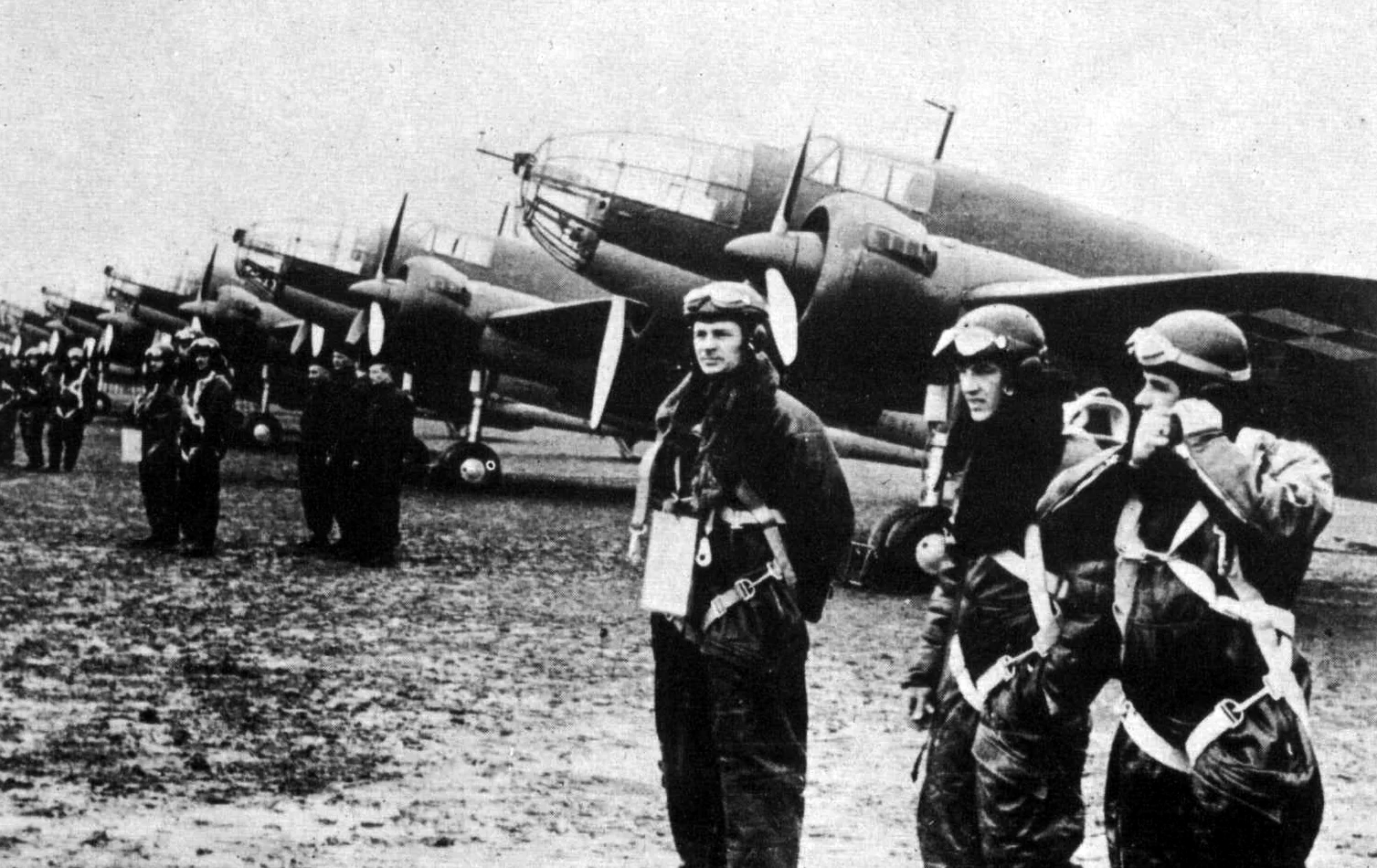
Poolse PZL.37 Łoś

Ook de Poolse luchtmacht was vrij klein en had de snelle technologische ontwikkelingen van vlak voor de oorlog niet kunnen volgen. Men besefte dit terdege en de vliegtuigen werden daarom verspreid over geheime noodvliegvelden. Het verhaal dat de Poolse luchtmacht al in de eerste uren vernietigd werd, iets wat men vaak als een typisch onderdeel van een blitzkrieg beschouwt, is dus al evenzeer een mythe. In die tijd was het fysieke effect van luchtaanvallen overigens erg marginaal — maar het psychologische effect op het moreel van de vijand soms verpletterend.

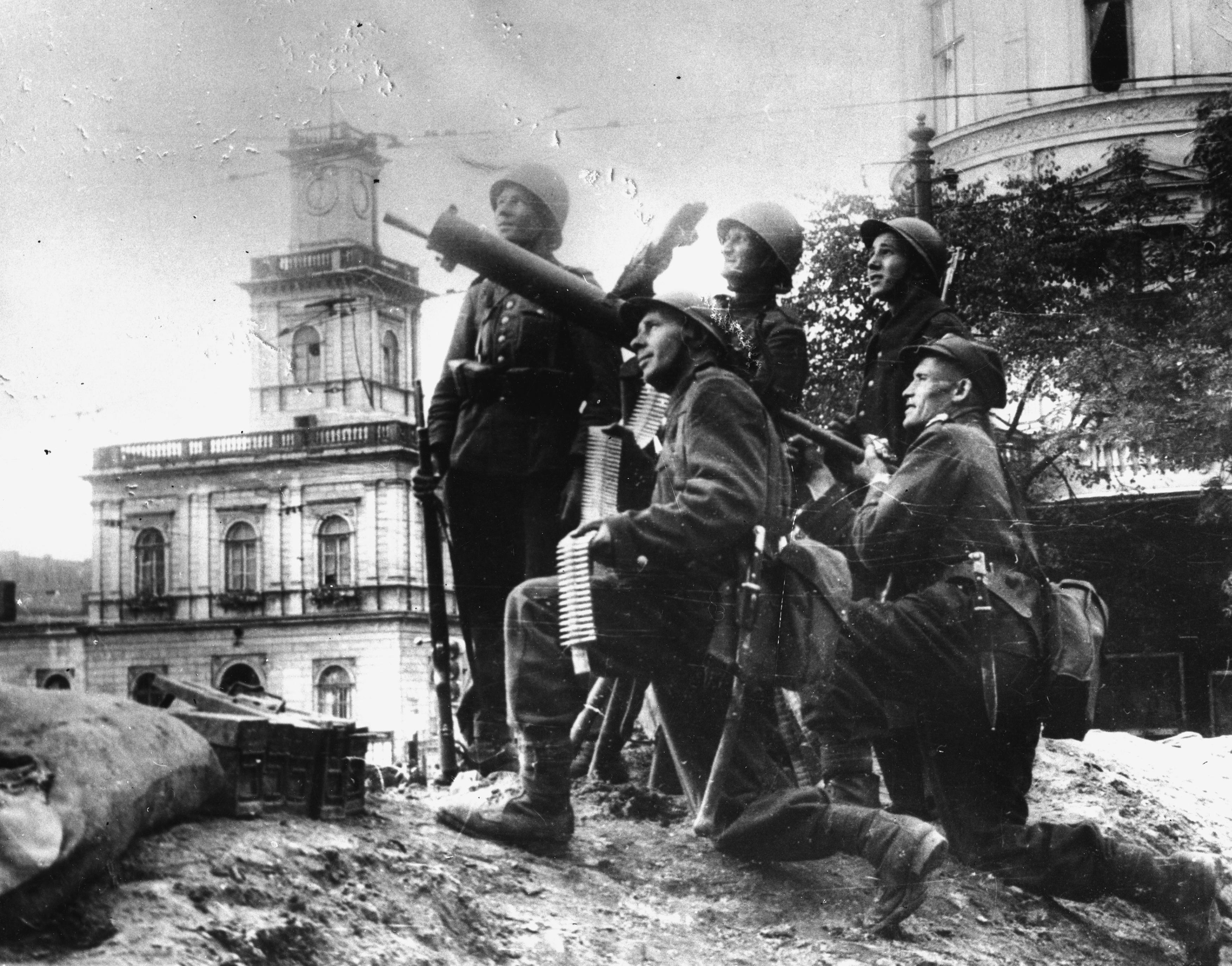
Poolse soldaten verdedigen Warschau tegen Duitsers in september 1939.

De bedoeling van de Duitsers was om de luchtmacht zo snel mogelijk uit te schakelen omdat de Poolse luchtmacht vrij sterk was. Hierdoor moesten ze verrassingsaanvallen uitvoeren op Poolse vliegvelden. Het voordeel voor de Duitsers was dat de meeste vliegvelden en vliegtuigen zich dicht bij de Duitse grens bevonden en dat ze makkelijker uit te schakelen waren. Zoals hierboven al geschetst waren de meeste vliegtuigen echter al verspreid en werden dus niet op de grond vernietigd door de Luftwaffe.

Vooral de Stuka's van de Duitsers hadden een groot psychologisch effect op het Poolse leger. Met een schrille fluittoon van hun Jerichotrompet doken ze op de grond af en bombardeerden ze de steden en wegen. Ook joegen ze de bevolking uiteen met salvo's uit de machinegeweren die in de vleugels zaten. Veel Polen raakten hierdoor gedemoraliseerd.

## Internationale reactie na de inval
Na de inval van Polen door Duitsland reageerde de internationale gemeenschap verdeeld. Italië was een bondgenoot van Duitsland maar was toch bang voor de kracht van het offensief en de gevolgen ervan. De Entente reageerde sterker dan tegen de inname van Tsjecho-Slowakije door onmiddellijke terugtrekking te eisen, of in een staat van oorlog met elkaar te verkeren.

De Sovjet-Unie reageerde op 17 september door het oostelijk deel van Polen in te nemen zoals in de geheime bijlage bij het Molotov-Ribbentroppact voorzien.

### Conferentie mislukt
Op 2 september deed Mussolini een voorstel voor een conferentie zoals in München. Duitsland, het Verenigd Koninkrijk, Frankrijk en Italië zouden deelnemen. Mussolini was bang in een oorlog verzeild te raken, en wilde graag nog een paar jaar vrede. Het mocht niet baten: het Verenigd Koninkrijk en Frankrijk eisten onmiddellijke terugtrekking.

Toch zette Duitsland de campagne door, en de volgende dag, 3 september, verklaarden het Verenigd Koninkrijk en Frankrijk Duitsland de oorlog. Dit was een enorme tegenvaller voor Hitler en voor de Duitse generale staf. Hitler was er vast van overtuigd geweest dat de Entente ook ditmaal zou inbinden. Hitler gokte elke keer een beetje meer en elke keer ging het goed tot het moment dat het Verenigd Koninkrijk en Frankrijk hem de oorlog verklaarden.
Hermann Göring reageerde op de onheilstijding met de uitroep: 
"Als we deze oorlog verliezen, moge God ons genadig zijn!"

## Verloop van de oorlog

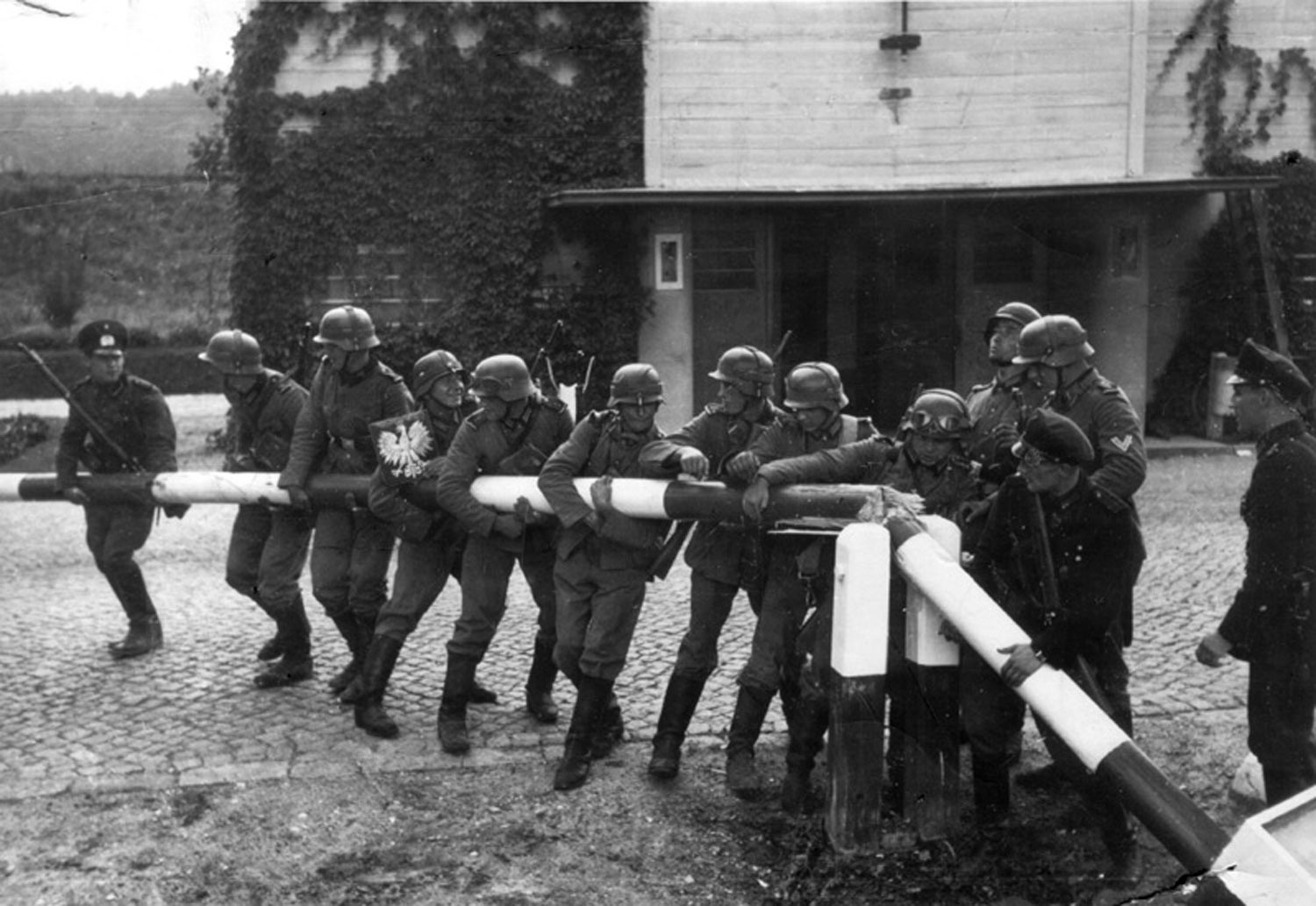
Duitse troepen vernielen een slagboom voor een grens tussen Polen en Duitsland.

De Duitse invasie verliep voorspoedig. De Poolse luchtmacht werd al vrij snel verslagen en veel eenheden vluchtten naar het toen nog neutrale Roemenië. De Duitse Luftwaffe was heer en meester van het luchtruim en voerde veel aanvallen op Poolse militaire en civiele colonnes uit.

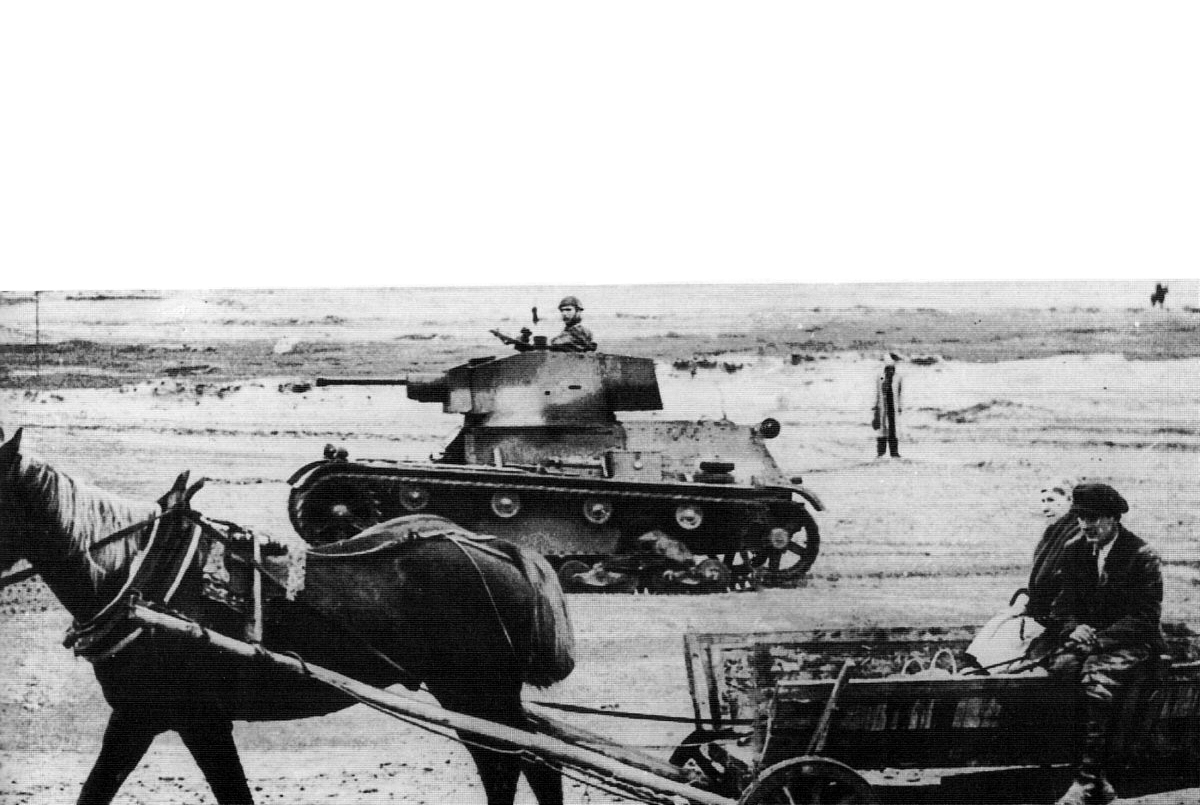
Poolse tank genaamd 7TP tijdens de strijd tegen Duitsland.

In de eerste week slaagde het Duitse leger er in om in het noorden door de Corridor op te rukken naar Oost-Pruisen en Danzig te bezetten. In het zuiden voltooide de hoofdmacht de opmars vanuit Silezië en Slowakije naar Warschau. De Poolse tegenaanval door hun omgedraaide centrum vanuit Poznań vertraagde echter de aanval op de hoofdstad. Echter, op 8 september was een van Walter von Reichenaus gemotoriseerde divisies in een buitenwijk van Warschau gekomen. De Duitsers waren dus in een week tijd 225 kilometer opgerukt.
De westelijke gebieden en Danzig waren binnen een week al verloren. Het Poolse leger verliet de gebieden Silezië, Pommeren en Groot-Polen. Hiermee was voor de Duitsers een verbinding tussen Oost-Pruisen en Duitsland tot stand gekomen. Op 9 september werd de grootste slag in Polen gevochten nabij Kutno. Hierbij waren aan Poolse zijde acht infanteriedivisies en vier cavaleriedivisies betrokken, en aan Duitse zijde twaalf infanterie en vijf gemotoriseerde divisies. De Polen hadden na de terugtrekking richting Warschau een tegenoffensief gepland dat ze nu uitvoerden. De slag bij de Bzura, een rivier in het midden van Polen, duurde tot 22 september met wisselende aanvallen en tegenaanvallen. Uiteindelijk wonnen de Duitsers door hun superioriteit in militaire middelen.
Nadat de Polen de slag hadden verloren lag de weg naar Warschau nagenoeg vrij.

### Bombardement van Warschau

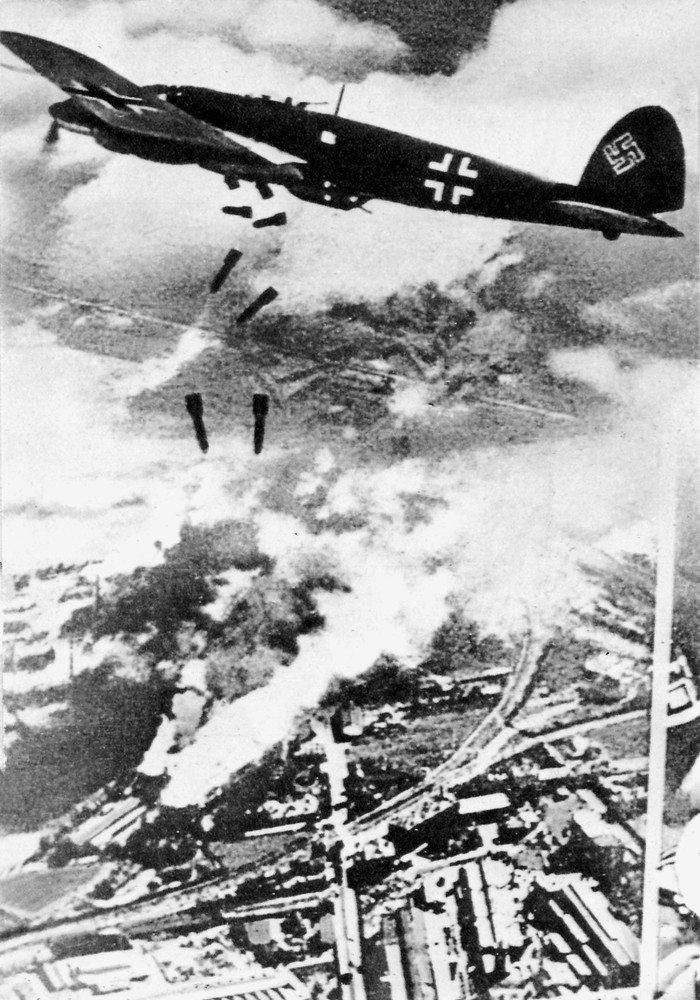
Een Heinkel He 111 bombardeert Warschau.

Op 1 september, de eerste dag van de invasie, begon het bombardement op Warschau. De Duitse luchtmacht had al snel de macht in de lucht en de intensiteit nam hierdoor toe.

### Saaroffensief
Frankrijks reactie was erg traag. De Duitse westgrens was grotendeels van troepen ontbloot — die waren nodig tegen Polen — maar pas op 7 september openden de Fransen het Saaroffensief. Dat vorderde erg langzaam door de fortificaties van de Westwall en werd reeds na een week beëindigd toen de situatie van Polen toch al hopeloos bleek. De bescheiden Franse troepenmacht die was ingezet werd weer teruggetrokken, waarna de Duitsers het gebied terugnamen. Frankrijk was evenmin als Duitsland klaar voor een confrontatie en de Franse doctrine, meer methodisch dan de Duitse, bood geen plaats voor gewaagde uitvallen richting Ruhrgebied. Dit ondanks het feit dat de geallieerden in deze eerste oorlogsmaand een overwicht hadden, omdat Duitslands meeste en beste troepen in Polen waren. Tijdens de Schemeroorlog zou Frankrijk zelfs om het moreel hoog te houden enkele divisies demobiliseren en naar huis sturen. Ook verklaarde maarschalk Gamelin later dat het Franse Leger niet klaar was voor een invasie in Duitsland. Dit zou op zijn vroegst in het voorjaar van 1941 kunnen, vanwege de luchtmacht en de pantserdivisies die nog niet klaar waren. In het begin van oktober waren alle Franse troepen alweer teruggetrokken.
Polen voelde zich verraden door de Entente, omdat die niet kwam helpen.

### De Sovjets rukken op
Op 17 september 1939 overschreden dertig divisies van het Rode Leger de Poolse grens. Ze rukten op naar de Curzonlijn, waarbij ze van de gedemotiveerde Poolse grenswachten en het restant van het leger weinig tegenstand ontmoetten. Volgens afspraak bezetten zij het oosten van het land, "ter bescherming van de Wit-Russische en Oekraïense minderheden tegen eventuele Poolse en Duitse agressie". Voor de Duitsers was dit een zeer spannend moment: als Jozef Stalin hen zou verraden en de kant van de geallieerden zou kiezen was voor Duitsland de oorlog al meteen verloren. De voorraden grondstoffen, olie en munitie bevonden zich op een kritiek laag peil. Maar Stalin liet deze kans om zich vrijwel risicoloos van nazi-Duitsland te ontdoen onbenut voorbijgaan.

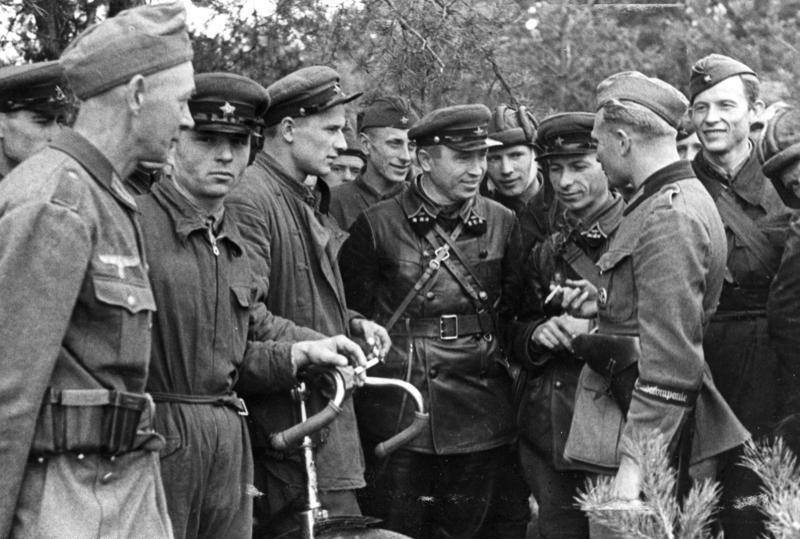
Ontmoeting van Duitse soldaten en Sovjetsoldaten in Polen

Waarschijnlijk was Stalin bang voor een eventuele vergeldingsactie afkomstig van Japan. Japan was immers een van de drie asmogendheden en een buurland van de Sovjet-Unie, en zou wellicht de situatie kunnen aangrijpen om een stuk van Siberië te bezetten. Anderzijds was de Sovjet-Unie blij met deze gemakkelijke gebiedsuitbreiding. In Stalins ogen betrof het slechts gebied dat Polen in de Pools-Russische Oorlog van de Sovjet-Unie had afgenomen, gebruikmakend van de zwakheid en chaos ten gevolge van de Russische Burgeroorlog en Russische Revolutie. Het was in zijn ogen niets anders dan een correctie. Dat dit gebeurde door Polen in de rug aan te vallen deed niet ter zake, want Polen had het gebied immers destijds eveneens veroverd toen Rusland zwak was.

### Capitulatie
Nu de Polen van twee kanten werden aangevallen was hun positie volledig hopeloos. Op 28 september ontmoetten de Sovjetlegers de Duitsers bij de rivieren Narew, Boeg, Wisła en San. Hoewel de Polen nog wel bescheiden overwinningen behaalden, zoals bij Szack tegen het Rode Leger, was de insluiting meer en meer een feit. Eind september waren de laatste gevechtshaarden het belegerde Warschau en de vesting Modlin, de Onafhankelijke Operationele Groep 'Polesië' onder leiding van Generaal Franciszek Kleeberg die zich tot in de buurt van Lublin had teruggetrokken, en het schiereiland Hel in het noorden (Slag om Hel). Warschau en Modlin moesten zich op respectievelijk 27 en 28 september overgeven, Hel volgde op 2 oktober.
De Slag bij Kock zou het sluitstuk van de Poolse campagne worden. In een slag die van 2 tot 6 oktober 1939 duurde probeerden de Duitsers deze laatste verzetshaard op te ruimen. Kleeberg capituleerde pas toen hij volledig verstoken bleek van voedsel en ammunitie. Polen was nu geheel bezet.

### Duitse maatregelen ten tijde van de invasie
Onmiddellijk na het begin van de strijd braken er etnische onlusten uit. Volksduitsers hielpen in sommige gevallen de Wehrmacht, terwijl in het oosten de Polen hun woede koelden op de daar aanwezige Duitse minderheid. Het bekendste incident was de Brombergse Bloedzondag van 3 september 1939, waarin etnische Duitsers hardhandig door de Polen weggevoerd werden waarbij velen omkwamen. Het dodental van enkele honderden tot 3.000 werd aan Duitse zijde overdreven tot 58.000. Enkele dagen nadien veroverden de Duitsers de stad en namen wraak op de Poolse bevolking. Tweeduizend Polen werden direct geëxecuteerd.
Einsatzgruppen, speciale eenheden van de Duitse SS, schoten veel Polen neer nadat het leger deze gebieden had veroverd. Na de capitulatie roeiden de Duitsers meteen systematisch de Poolse elite uit (AB-Aktion) en begon de vervolging van de Joden. De Sovjet-Unie deed iets soortgelijks met het Bloedbad van Katyn.

## Resultaat van de oorlog

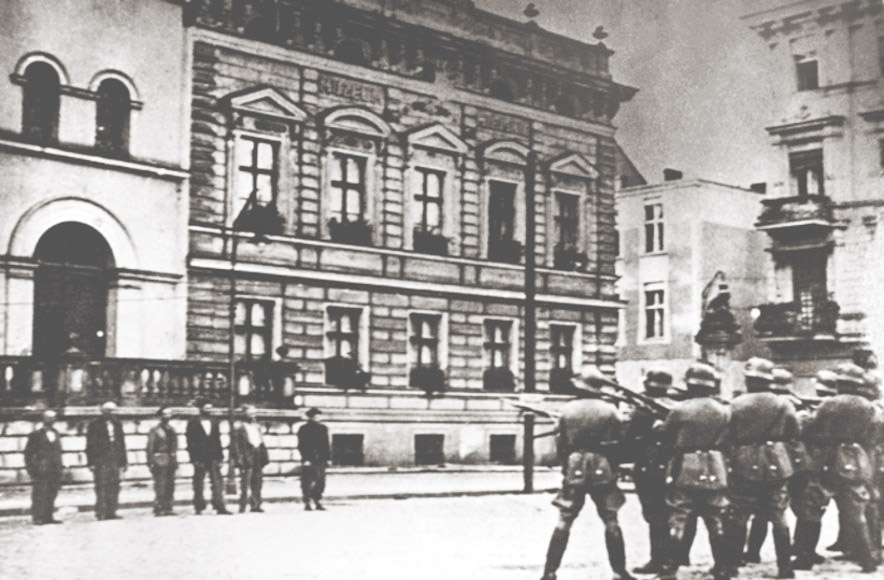
Wehrmacht-soldaten bereiden zich voor om Poolse gijzelaars te doden in Bydgoszcz, 9 september 1939.

De Duitsers en Sovjets bezetten samen het land. Op 27 september gaf Warschau, murw gebeukt door onophoudelijke bombardementen, zich over; op 6 oktober werd de laatste verzetshaard opgeruimd. Tussen Duitsland en de Sovjet-Unie werd een nieuwe grens getrokken. Een deel van Polen werd bij Duitsland gevoegd, en rond Warschau werd een Generaal-gouvernement gevormd, waar Hans Frank gouverneur werd. Duitse generaals waren niet op de hoogte van de Duits-Russische afspraak over de verdeling van Polen en moesten zich tot hun grote woede terugtrekken uit gebieden die ze hadden veroverd maar aan de Sovjet-Unie waren toegewezen. Een aantal correcties werd tevens doorgevoerd. Zo lieten de Duitsers de Sovjet-Unie de vrije hand in Litouwen in ruil voor een gebied in Midden-Polen.
De Poolse regering week, samen met een deel van de zuidelijke legers, uit naar Roemenië en vervolgens naar Londen. De Polen zouden opnieuw een leger vormen in Frankrijk en na Fall Gelb in het Verenigd Koninkrijk. Stalin, die eerst veel Polen liet vermoorden of als slavenarbeider gebruiken, zou later in de oorlog toestaan dat sommigen naar het westen vertrokken en liet daarna ook zelf een Pools leger oprichten dat de kern zou vormen van de strijdmacht van de naoorlogse volksrepubliek. Na de oorlog zou de Sovjet-Unie het grootste deel van Oost-Polen niet meer teruggeven, en Polen compenseren met een deel van Duitsland.